# Архиепархия Новой Сеговии

Провинция Южный Илокос (выделено красным)

Архиепархия Новой Сеговии (лат. Archidioecesis Novae Segobiae) — архиепархия Римско-Католической церкви с центром в городе Виган, Филиппины. Архиепархия Новой Сеговии распространяет свою юрисдикцию на провинцию Южный Илокос. В митрополию Новой Сеговии входят епархии Багио, Бангеда и Лаоага. Кафедральным собором архиепархии Новой Сеговии является церковь Обращения апостола Павла.

## История
14 августа 1595 года Святой Престол учредил епархию Новой Сеговии, выделив её из архиепархии Манилы. В этот же день епархия Новой Сеговии вошла в митрополию Манилы.
В 1758 году кафедра епископа была перенесена из города Новой Сеговии (сегодня — город Лал-ло) в город Виган.
10 апреля 1910 года, 19 мая 1928 года и 15 июля 1932 года епархия Новой Сеговии передала часть своей территории новоучреждённым епархиям Тугегарао и Лингайена и апостольской префектуре Горной провинции (сегодня — Епархия Багио).
29 июня 1951 года Римский папа Пий XII издал буллу Quo in Philippina, которой возвёл епархию Новой Сеговии в ранг архиепархии.
12 июня 1955 года, 5 июня 1961 года и 19 января 1970 года архиепархия Новой Сеговии передала часть своей территории для возведения новых территориальной прелатуры Бангеда (сегодня — Епархия Бангеда), епархий Лаоага и Сан-Фернандо-де-Ла-Унион.

## Ординарии архиепархии
- епископ Miguel de Benavides (30.08.1595 — 7.10.1602), назначен архиепископом Манилы
- епископ Diego Soria (15.11.1602 — † 1613)
- епископ Miguel Garcia Serrano (3.08.1616 — 12.02.1618), назначен архиепископом Манилы
- епископ Juan Rentería (5.03.1618 — † 1626)
- епископ Fernando Guerrero (17.05.1627 — 9.01.1634), назначен архиепископом Манилы
- епископ Diego Francisco Aduarte (23.01.1634 — † 1636)
- епископ Fernando Montero Espinosa (16.07.1639 — 5.02.1646), назначен архиепископом Манилы
- епископ Herdando de Lobo Castrillo (1649), назначен архиепископом Пуэрто-Рико
- епископ Rodrigo Cárdenas (30.05.1650 — † 1661)
  - Sede vacante (1661—1671)
- священник José Millán de Poblete (27.05.1675 — † 1675), назначенный епископ
- епископ Lucas Arquero de Robles (6.11.1677 — 9.08.1678)
- епископ Francisco Pizaro de Orellana (27.05.1680 — † 2.09.1683)
  - Sede vacante (1683—1699)
- епископ Diego Gorospe de Irala (1.06.1699 — † 20.05.1715)
- священник Pedro Mejorada (1.10.1717 — † 31.07.1719), назначенный епископ
  - Sede vacante (1719—1724)
- епископ Jeronimo Herrera y Lopez (20.11.1724 — † март 1742)
- священник Manuel del Rio Flores (16.05.1744 — † 1745), назначенный епископ
  - Sede vacante (1745—1750)
- священник Juan de Arechederra (19.01.1750 — † 12.11.1751), назначенный епископ
- епископ Juan de La Fuente Yepes (28.05.1753 — † 1757)
- священник Bernardo de Ustariz (19.12.1763 — † 2.08.1764), назначенный епископ
- епископ Miguel García San Esteban (16.09.1768 — † 11.11.1779)
- епископ Juan Ruiz de San Agustín (25.06.1784 — † 2.05.1796)
- епископ Agustín Pedro Blaquier (20.07.1801 — † 31.12.1803)
- епископ Cayetano Pallás (6.10.1806 — † декабрь 1814)
- епископ Francisco Albán Barreiro (14.04.1817 — † 8.12.1837)
  - Sede vacante (1837—1846)
- священник Rafael Masoliver (19.01.1846 — † 11.04.1846), назначенный епископ
- епископ Vicente Barreiro y Pérez (14.04.1848 — † 17.05.1856)
- епископ Juan José Aragonés (27.03.1865 — † 14.08.1872)
- епископ Mariano Cuartero y Sierra (16.01.1874 — † 2.08.1887)
- епископ José Hevía y Campomanes (27.05.1889 — 10.06.1903)
- епископ Деннис Джозеф Доэрти (12.06.1903 — 21.06.1908), назначен епископом Харо; с 1921 года — кардинал
- епископ James J. Carroll (21.06.1908 — 26.10.1912)
- епископ Петер Йозеф Хурт (7.01.1913 — 12.11.1926)
- архиепископ Santiago C. Sancho (22.04.1927 — † 12.10.1966)
- архиепископ Juan C. Sison (12.10.1966 — † 12.09.1981)
- архиепископ Хосе Томас Санчес (12.01.1982 — 22.03.1986); с 1991 года — кардинал
- архиепископ Орландо Бельтран Кеведо (22.03.1986 — 30.05.1998), назначен архиепископом Котабато
- архиепископ Edmundo M. Abaya (22.05.1999 — 12.02.2005)
- архиепископ Ernesto Antolin Salgado (12.02.2005 — 30.12.2013)
- архиепископ Mario Mendoza Peralta (30.12.2013 — по настоящее время).

## Источник
- Annuario Pontificio, Ватикан, 2007
- Булла Quo in Philippina Архивная копия от 3 февраля 2020 на Wayback Machine, AAS 44 (1952), стр. 163 (лат.)